# Weinsheim (Eifel)
Weinsheim is een plaats in de Duitse deelstaat Rijnland-Palts, en maakt deel uit van de Eifelkreis Bitburg-Prüm.
Weinsheim telt 1.004 inwoners.

## Bestuur
De plaats is een Ortsgemeinde en maakt deel uit van de Verbandsgemeinde Prüm.

## Gemeentekernen
De volgende kernen maken deel uit van de gemeente:

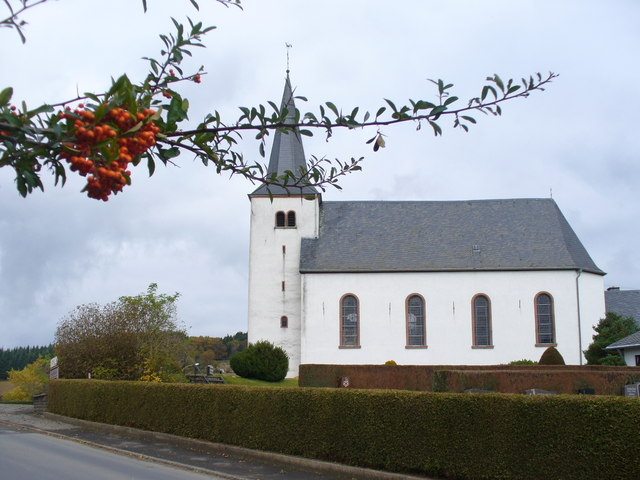
Parochiekerk van Weinsheim

- Weinsheim
- Gondelsheim
- Hermespand
- Willwerath

Verbandsvrije stad:  Bitburg